# عزلة بني صلاح (تعز)

تعديل مصدري - تعديل

عزلة بني صلاح هي إحدى عزل مديرية مقبنة في محافظة تعز اليمنية ويبلغ تعداد سكانها 16344 نسمة حسب التعداد السكاني في اليمن لعام 2004.